# Little Rissington
Little Rissington é uma paróquia e aldeia do distrito de Cotswold, no condado de Gloucestershire, na Inglaterra. De acordo com o Censo de 2011, tinha 280 habitantes. Tem uma área de 4,28 km².